# Vazeilles-Limandre
Vazeilles-Limandre là một xã thuộc tỉnh Haute-Loire trong vùng Auvergne-Rhône-Alpes ở nam trung bộ nước Pháp. Khu vực này có độ cao trung bình 1000 mét trên mực nước biển. Theo điều tra dân số năm 1999 của INSEE có dân số 249 người.

## Lịch sử dân số
| Năm | 1962 | 1968 | 1975 | 1982 | 1990 | 1999 | 2006 |
| --- | ---- | ---- | ---- | ---- | ---- | ---- | ---- |
| Dân số | 232  | 263  | 259  | 224  | 202  | 211  | 249  |
| From the year 1962 on: No double counting—residents of multiple communes (e.g. students and military personnel) are counted only once. |      |      |      |      |      |      |      |